# Eugenol
Eugenol ist ein Phenylpropanoid mit einem intensiven Geruch nach Gewürznelken (von der früher Eugenia aromatica genannten Pflanze).

## Vorkommen

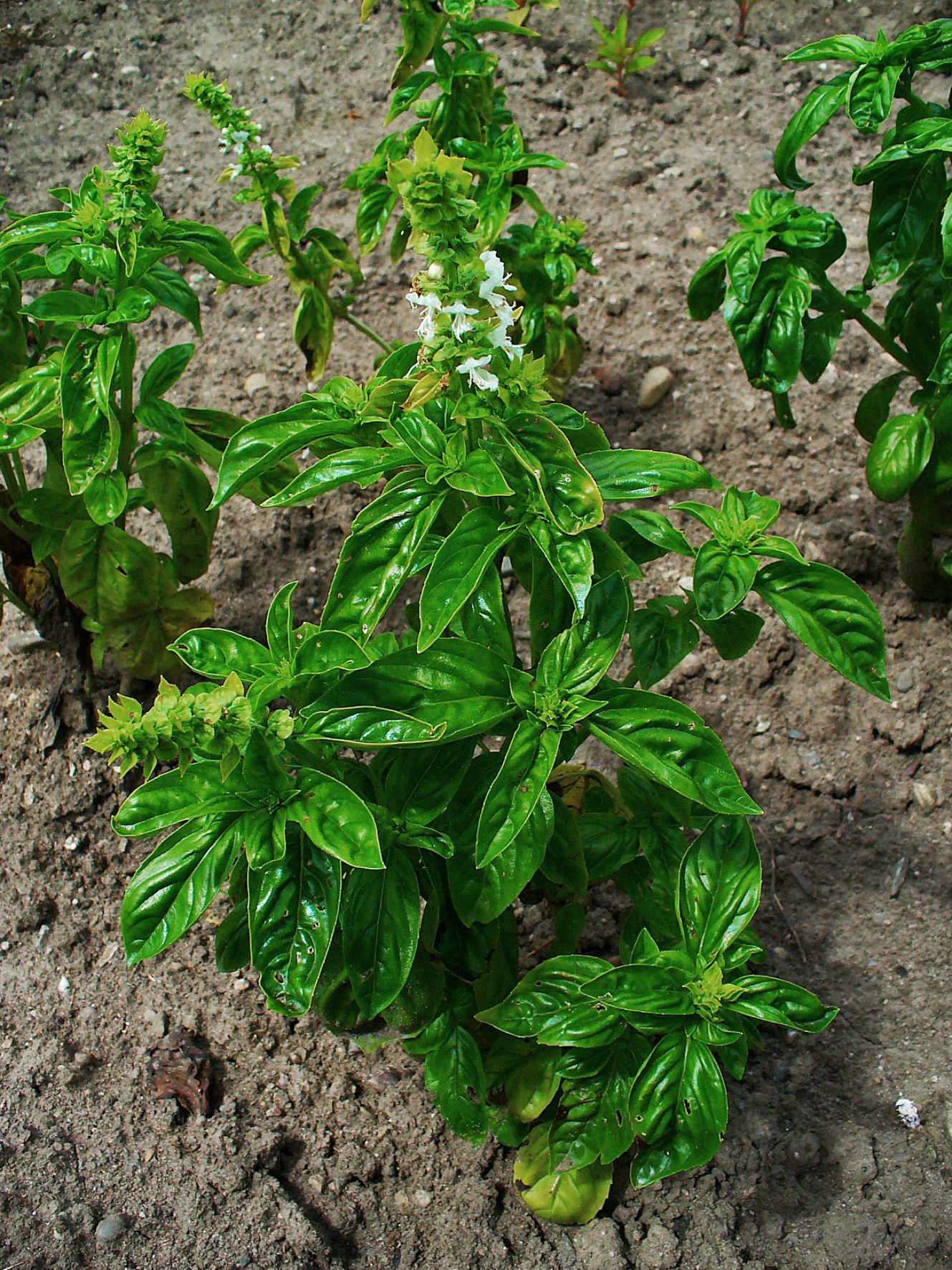
Basilikum (Ocimum basilicum)

Eugenol kommt natürlich in Gewürznelkenöl (70–95 %), in Piment- und Pimentblätteröl (60–90 %), in Bayöl (50–60 %) und Zimtölen  (Zimtrindenöl: 5–10 %, Zimtblattöl über 90 %) vor. Außerdem findet es sich in Lorbeer, Betelpfeffer, Majoran, verschiedenen Basilikumarten, Kurkuma, Möhren, Myrrhe, Polei-Minze, Rooibos, Thai-Ingwer, Bananen, Kirsche und Muskat.

## Gewinnung und Darstellung
Eugenol wird durch Ausschütteln von Nelkenöl mit 5%iger Kaliumhydroxidlösung gewonnen.

## Eigenschaften
Durch Kaliumpermanganat oder Ozon wird Eugenol (1) (über Isoeugenol, 2) zu Vanillin (3) oxidiert. An der Luft wird es allmählich braun und verharzt.

## Analytik
Der zuverlässige qualitative und quantitative Nachweis von Eugenol kann nach hinreichender Probenvorbereitung durch Kopplung der Gaschromatographie oder HPLC mit der Massenspektrometrie erfolgen. Auch im Rauch von Wasserpfeifen kann so Eugenol nachgewiesen werden.

## Verwendung
Eugenol wird in großen Mengen in der Parfumindustrie für würzige Noten verwendet, insbesondere für Nelkentypen und orientalische Geruchsrichtungen. Eugenol ist neben dem bei der Papierherstellung anfallenden Ligninsulfonat ein Hauptausgangsstoff (Edukt) für die Herstellung von synthetischem Vanillin.
In der Zahnheilkunde dient Eugenol als schmerzstillendes (nur oberflächlich), antibakterielles und entzündungshemmendes Mittel. Es wird zur Prophylaxe von Pulpitis, zur Behandlung der akuten Pulpitis oder der akuten Parodontitis verwendet. Auch in provisorischen Zementen und Füllmaterialien (Zinkoxid-Eugenol-Zement) zusammen mit Eugenolether, Eugenolbenzoat, Eugenolcinnamat, Eugenolacetat kommt Eugenol zur Anwendung.
In der Fischzucht, -forschung und -industrie wird Eugenol unter dem Namen Aqui-S® als Betäubungs- und Beruhigungsmittel verwendet.
In der Landwirtschaft ist Eugenol als Antioxidans und als Keimhemmer zugelassen. In der Schweiz wurde der Wirkstoff per 1. Juli 2022 zur Verwendung in Pflanzenschutzmitteln zugelassen.

## Biologische Bedeutung und Aktivität
Eine phytochemische Datenbank listet 67 Bereiche der biologischen Aktivität von Eugenol auf: Im zoologischen/mikrobiologischen Bereich wirkt es antibakteriell (u. a. gegen Salmonellen und Staphylokokken); antifungal (gegen Candida); gegen Nematoden und Trichomonaden; akarizid (d. h. gegen Milben und Zecken), insektizid und insektifugal, auch larvizid; apifugal (Bienen vertreibend); sowie gegen Termiten. Einige Insektenarten werden von Eugenol angezogen (Euglossa, Maladera).
Beim Menschen wirkt es schmerzstillend und entzündungshemmend. Im Labor hemmt es den Tumornekrosefaktor sowie die Enzyme Thromboxan, COX-1, COX-2 und Cytochrom P450. Es wurden viele weitere Einzelwirkungen festgestellt. Klinische Studien darüber sind unbekannt. Beim Metabolismus des Eugenols entstehen hauptsächlich Phase-II-Konjugate mit Glucuronsäure, Sulfat und Glutathion. Bei der radikalischen Umwandlung kann das schädliche Chinonmethid entstehen.
Ferner kann Eugenol als Anästhetikum für Fische eingesetzt werden. In den 1960er-Jahren fanden acetylierte Eugenolderivate wie Propanidid als Narkosemittel Verwendung.

## Toxizität
Eugenol wirkt zytotoxisch und gentoxisch; die gentoxischen Effekte sind abhängig von Aktivierung durch das Enzym Cytochrom P450. Es ist sowohl ein Antioxidans als auch ein Prooxidans; auf Letzterem beruht wahrscheinlich seine (schleim)hautreizende, allergiefördernde Wirkung.